# 恩
恩（おん）とは、他の人から与えられた恵み、いつくしみのこと。

## 概説
恩は、すでに後漢時代の許慎の『説文解字』において、「恵（めぐみ）」という意味だと解説されていた。
日本でも『日本書紀』や『古語拾遺』などでも「恩」は「めぐみ」「みうつくしみ」「みいつくしみ」などの読み方がされていた。
ところで「めぐみ」という言葉の語源は、「菜の花が芽ぐむ」などと表現する時の「芽ぐむ」という言葉を名詞の形にしたものとされている。木や草が芽ぐむのは、冬の間は眠っていた草木の生命力が春の陽気によってはぐくまれて目覚めることによる。つまり、他の者に命を与えたり命の成長を助けることが「めぐみ」を与えることであり、恩をほどこすことなのだということなのである。その逆の立場が、めぐみを受けること、恩を受けることである、と理解される。
恩というのは、狭い意味では、人からさずかる恵みを指しているが、広義には、神仏あるいはこの世界全ての存在からさずかる恵みも指している。
仏教では、自分が受けている恵みに気づき、それに感謝することを重視している（後述）。キリスト教でも、神から届けられている恵みを感じることが重視されている（後述）。自分にめぐみが届いているのだと繰り返し意識することは、幸福感をもたらすことであり、様々な宗教で重視されている。
恵みを受けることは「受恩」と言うことがあり、自分がめぐみを受けていることを自覚することは「知恩」と言う。また、めぐみに報いることを「報恩」と言う。
恵みを受けているにもかかわらず、自分が受けている恵みに気付かないこと、恵みに感謝しないこと、恵みに報いようとしないことなどを「恩知らず」と言う。

## 仏教での概念
古代インドの原始仏教においては、他者によって自分のためになされたことを知り、それに感謝することが重要な社会倫理である、と説かれていた。この説明で用いられる古代インドの表現「krta(なされたる）」、「upakara（援助・利益）」は、中国で「恩」と翻訳されることになった。
この原始仏教の社会倫理の概念はやがて「四恩」の概念へと発展した。
『正法念処経』（しょうぼうねんじょきょう）では、母親、父親、如来、説法してくださる法師からの恩、の四恩のことが説かれた。
『大乗本生心地観経』（だいじょうほんしょうしんじかんぎょう）では、父母、衆生、国王、三宝の四恩のことが説かれた。
中国では儒教が浸透しており、そこでは、親の恩、親の恩に報いる「孝」の倫理が重視されていた。よって、親の恩と孝を説く『父母恩重難報経』を中国人は重視した。
仏教では、自分がめぐみを受けていることに気づくこと、自覚することを「知恩」と言い、これを重視する。寺の名称などにもしばしば用いられている。
仏教では上記のように恩は肯定的に捉えられている。
ただし、古代インドの言葉で「trsna（渇愛）」や「priya（親の情愛）」も漢語で「恩」と訳されることがあり、そちらのほうは、仏教の修行の妨げになるものと理解されている。

## キリスト教での概念
キリスト教において扱われている恩の概念で何より重視されているのは神の恩である。これは、無条件に人間を救おうとする神の無償の働きかけのことをいう。
ギリシャ語でἀπολυτρώσεως(アポリュトローシス)、λυτρόω(リュトロオー)と表現する。日本語においては「贖い」と訳され、あるいは「キリストの磔刑」とも表現されている。
神の愛は、人間の愛とは異なっていて、相手の性質を条件とはせず、むしろ罪深い人間に対してまず賜物を与えて、人間の側の自由な応答を待つとする。よって恩寵は、新約聖書では「義認」という訳語になっていることがある。
アウグスチヌスは、恩寵論を展開した。13世紀には、トマス・アクィナスが恩寵論を精緻に探究し、恩寵が、人間の自由意志の能力に働きかけ（現行的恩寵）、それによって人間存在そのものを高揚させ成聖することを語った。
東方ギリシャ教父の思想では、創造および人間・宇宙の営為一切が恩寵的なエネルゲイアの影響のもとにあると理解されている。
マルティン・ルターは、恩寵の前に赤裸に存在する人間のあり方の重要性を説いた。